# Blank Noise

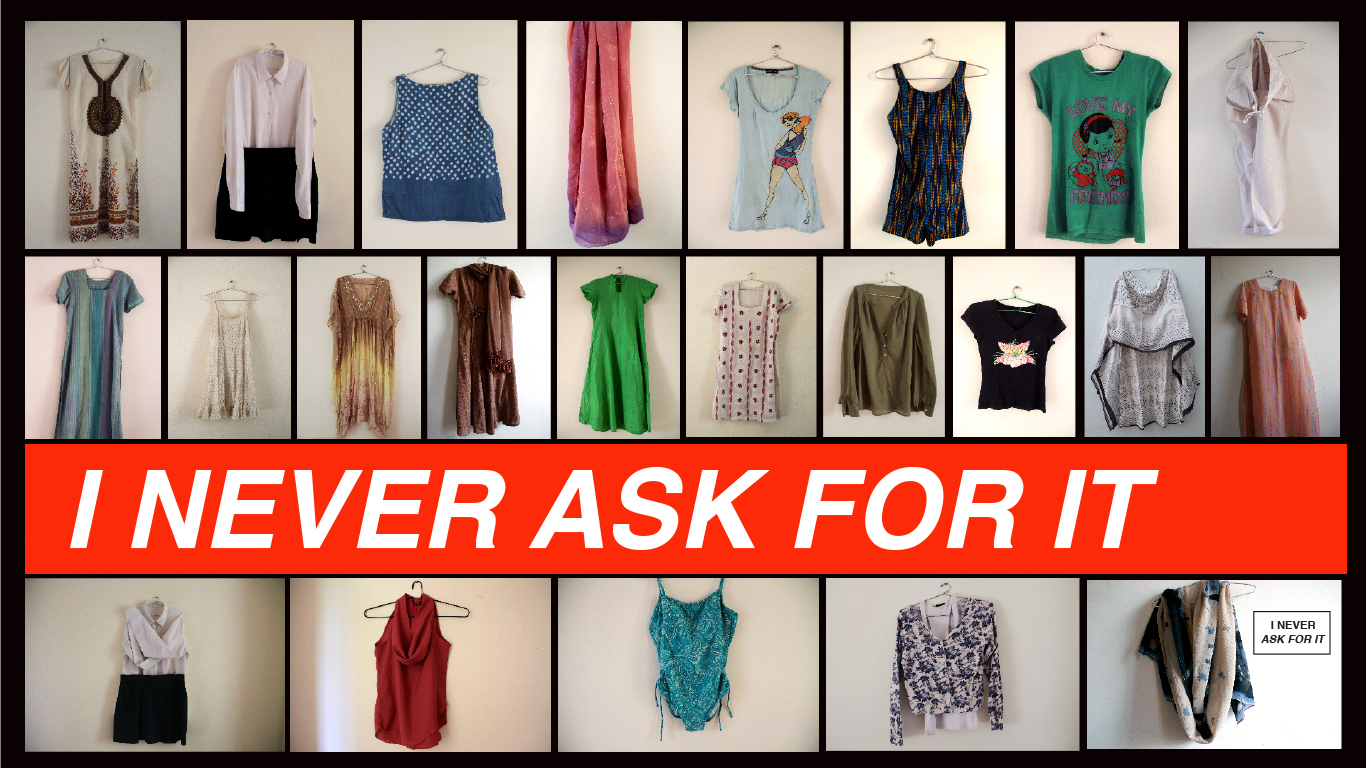
Cartaz de campanha da Blank Noise contra o assédio sexual.

Blank Noise é um projeto comunitário e artístico, que busca dar visibilidade e enfrentar a violência sexual na Índia. O projeto foi iniciado por Jasmeen Patheja em agosto de 2003, em Bangalore e desde então se difundiu para outras cidades na Índia.

## Atividades
Blank Noise é um projeto montado por voluntários, que buscam uma discussão pública sobre a violência sexual na Índia, em especial o assédio em espaços públicos.

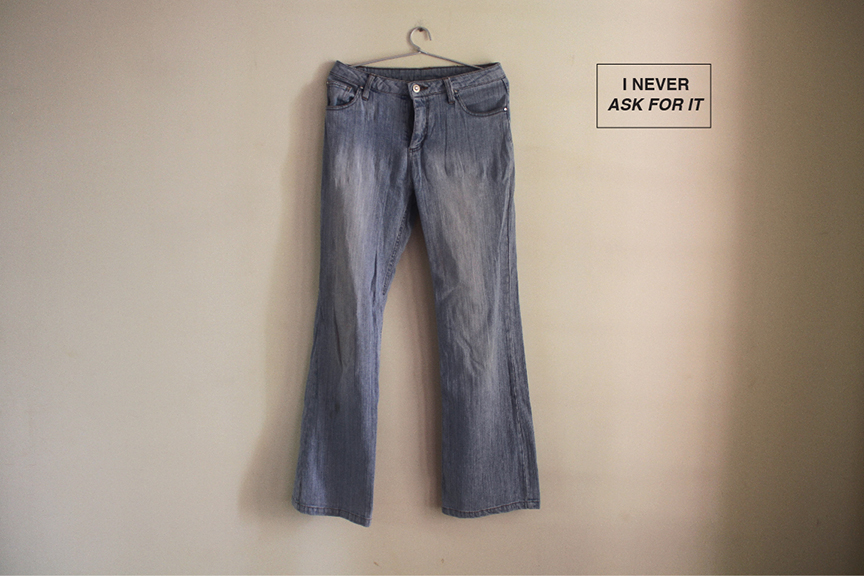
Peça da campanha "I Never Ask for It".

Blank Noise foi fundada em Bangalore e se espalhou para cidades como Mumbai, Delhi, Chennai, Calcutá, Chandigarh, Hyderabad e Lucknow. O foco de suas ações diz respeito às práticas de opressão das mulheres, por exemplo a campanha "I Never Ask for It" (Não Pedi para Acontecer), que reúne as vestimentas que mulheres usavam quando foram vítimas de violência sexual. 
Em dezembro de 2012, após o brutal estupro coletivo de uma jovem mulher em um ônibus em movimento em nova Délhi, Blank Noise iniciou uma campanha para tornar as cidades indianas mais seguras para mulheres.